# سيرجي جوربوك
سيرجي جوربوك (الروسية: Горбок, Сергей Валерьевич) مواليد 4 ديسمبر 1982 في مينسك، هو لاعب كرة يد بيلاروسي يلعب كظهير أيسر. مثل كل من منتخب بيلاروسيا لكرة اليد ومنتخب روسيا لكرة اليد.

## المسيرة الاحترافية
لعب مع نادي زاباروجيا لكرة اليد من سنة 2003 إلى 2005، ثم لعب مع نادي تسليه لكرة اليد في الدوري السلوفيني من سنة 2005 إلى 2007، ثم لعب مع نادي تشيخوف لكرة اليد في الدوري الفرنسي من سنة 2010 إلى 2013، ثم لعب مع نادي فاردار لكرة اليد من سنة 2014 إلى 2016.

## سجل المنافسة
شارك في البطولات التالية:
- بطولة العالم لكرة اليد للرجال 2015
- بطولة أوروبا لكرة اليد للرجال 2014
- بطولة أوروبا لكرة اليد للرجال 2016

## روابط خارجية
- سيرجي جوربوك على موقع الاتحاد الأوروبي لكرة اليد (الإنجليزية)